# 1st Infantry
1st Infantry è il primo album in studio del rapper statunitense The Alchemist, pubblicato il 29 giugno 2004.

## Descrizione
Contiene il singolo Hold You Down con Prodigy, Nina Sky e Illa Ghee, che raggiunse la posizione numero 95 nella Billboard Hot 100. L'album stesso raggiunse la posizione numero 101 nella Billboard 200, ma ebbe buoni riscontri anche nella classifica Top Independent Albums e nella classifica Top Heatseekers. Il successo dell'album è legato alle produzioni di The Alchemist e alle comparsate di artisti molto diversi tra loro come The Game, The LOX, Nas, M.O.P., Mobb Deep, Lloyd Banks, T.I. e i Dilated Peoples.
Il brano The Essence contiene un campionamento di Mool Mang Cho di Cho Yong-pil, Hold You Down uno di Love Theme di Al Kooper e Tick Tock contiene invece un estratto da The Loneliest Man in Town dei Side Effect.
L'album è stato commercializzato anche in versione strumentale e in edizione deluxe con un DVD aggiuntivo il 4 ottobre 2005.

## Tracce
Musiche di The Alchemist.
1. Intro – 0:56
2. Dead Bodies (feat. The Game & Prodigy) – 4:20
3. Your Boy Al (Interlude) – 0:47
4. The Essence (feat. The Lox) – 4:43
5. Hold You Down (feat. Prodigy, Nina Sky & Illa Ghee) – 3:57
6. Industry Rule 4080 (Interlude) – 1:57
7. Stop the Show (feat. Stat Quo & M.O.P.) – 2:45
8. D Block to QB (feat. Havoc, Big Noyd, Styles P & J-Hood) – 4:03
9. Bangers (feat. Lloyd Banks) – 3:44
10. Where Can We Go (feat. Devin the Dude) – 4:31
11. It's a Craze (feat. Mobb Deep) – 4:03
12. For the Record (feat. Dilated Peoples) – 3:47
13. Boost the Crime Rate (feat. J-Hood & Sheek Louch) – 5:24
14. Strength of Pain (feat. Chinky) – 4:02
15. A Soul Assassin's Tale (Interlude) – 1:35
16. Bang Out (feat. B-Real) – 3:30
17. Tick Tock (feat. Nas & Prodigy) – 3:57
18. Pimp Squad (feat. P$C) – 3:05
19. Different Worlds (feat. Infamous Mobb) – 3:57